# Neuilly (Nièvre)
Neuilly ist eine Gemeinde im französischen Département Nièvre in der Region Bourgogne-Franche-Comté. Sie gehört zum Kanton Corbigny und zum Arrondissement Clamecy. Nachbargemeinden sind Bussy-la-Pesle im Nordwesten, Brinon-sur-Beuvron im Norden, Beaulieu im Osten, Guipy im Südosten, Saint-Révérien im Süden und Champallement im Westen.

## Bevölkerungsentwicklung
| Jahr                       | 1962 | 1968 | 1975 | 1982 | 1990 | 1999 | 2008 | 2015 |
| -------------------------- | ---- | ---- | ---- | ---- | ---- | ---- | ---- | ---- |
| Einwohner                  | 221  | 196  | 177  | 155  | 122  | 151  | 135  | 125  |
| Quellen: Cassini und INSEE |      |      |      |      |      |      |      |      |

## Sehenswürdigkeiten
- Kirche Saint-Martin, erbaut im 12. Jahrhundert

## Weblinks

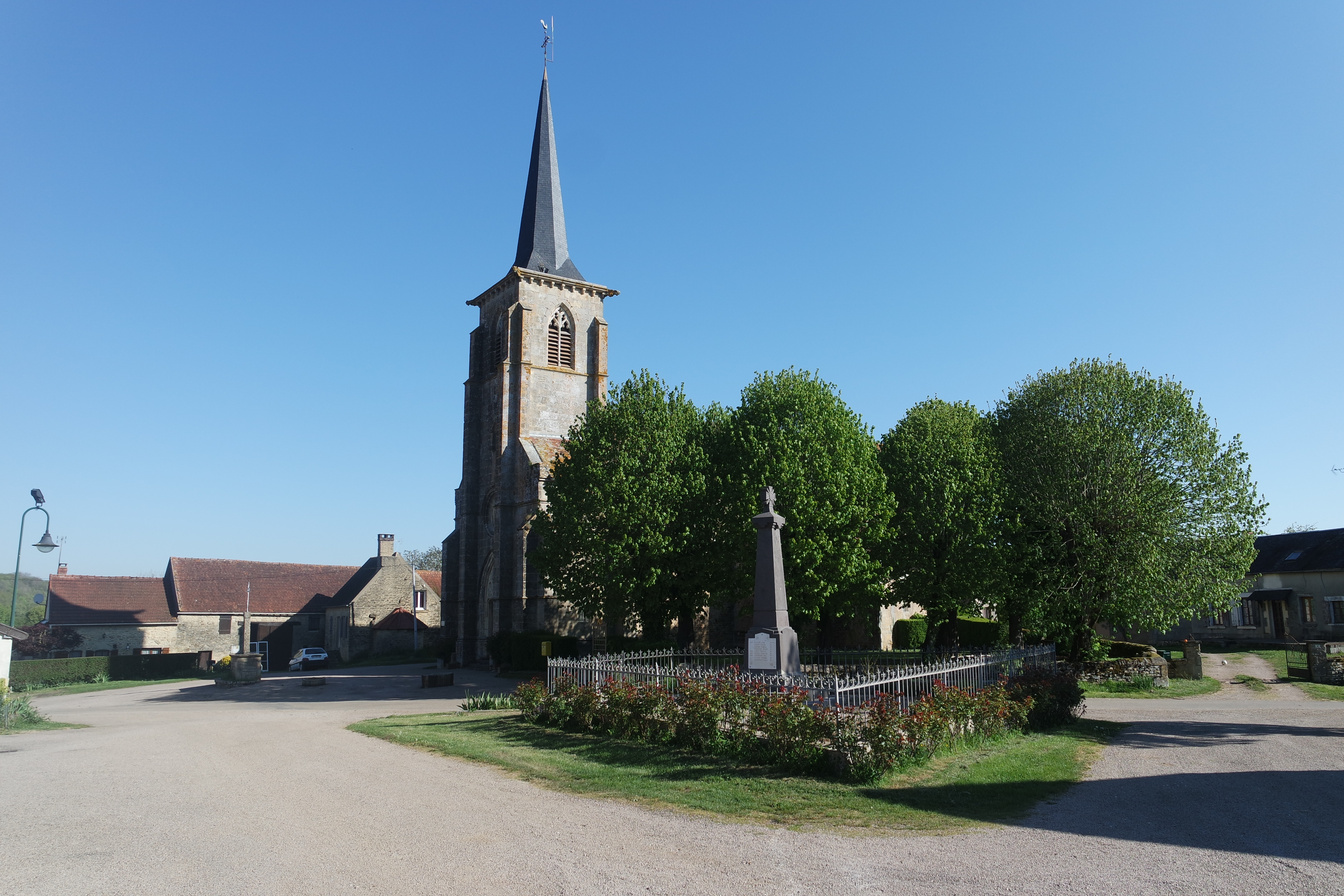
Kirche Saint-Martin